# 2006 في البحرين
فيما يلي قوائم الأحداث التي وقعت خلال عام 2006 في البحرين.

## أحداث
- 1 يناير – الانتخابات النيابية والبلدية البحرينية 2006

## رياضة
- 12 مارس – جائزة البحرين الكبرى 2006 الفائز فرناندو ألونسو.

## أفلام
من الأفلام التي صدرت هذه السنة في البحرين:
- 1 يناير – حكاية بحرينية من إخراج بسام الذوادي.

## وفيات

### يناير
- 12 يناير – فيصل بن حمد آل خليفة (مواليد 1991)